# Acabaria fragilis
Acabaria fragilis är en korallart som beskrevs av Wright och Studer 1889. Acabaria fragilis ingår i släktet Acabaria och familjen Melithaeidae. Inga underarter finns listade i Catalogue of Life.